# 니시야마 소키치
니시야마 소키치(일본어: ニシヤマ・ソウキチ/ヴィクトル・サブロビッチ, 러시아어: Нисияма Сокити, 1945년 1월 21일－2005년 5월 6일) 혹은 빅토르 사부로비치 니시야마(러시아어: Виктор Сабурович Нисияма)는 일본계 러시아의 사업가, 정치인이다.

## 생애
1945년에 당시 일본의 영토였던 가라후토 청 혼토 군(本斗郡)(지금의 러시아 사할린주 네벨스키 군)에서 ７명의 형제 중 막내로 태어났다.
사할린섬 남부(남가라후토(南樺太))는 1945년 8월에 소련군이 점령했으며 소련의 지배가 시작되었다. 1946년부터 미소협정체결로 대부분의 일본인을 일본으로 돌려보내기 위한 인양사업이 시작되었지만 니시야마 가문은 사할린섬에서 잔류하면서 토마리로 이주했다.
토마리에서 학교를 졸업하고 소련군에 입대했다. 그는 스페츠나츠에 관련된 무선병으로 근무했다. 제대 뒤엔 사할린 한인 여성과 결혼해서 ２명의 딸을 얻었지만, 장녀는 성인이 된 후에 암으로 사망했다. 1976년에 유즈노사할린스크국립교육대학교 (지금의 국립 사할린 대학교)에서 지리학 교원 면허를 취득한 뒤, 토마리에서 지리학과 생물학 교사로 활동했다. 페레스트로이카와 구 소련붕괴를 거치면서 개인사업가로 가족과 같이 다양한 비즈니스에서 나서서 제과학교 설립 경영을 실시했다.
2004년 10월 10일에 있었던 토마리 군(토마리, 크라스노고르스크, 일림스키를 관할) 선거에 입후보되면서 45％이상의 득표를 얻어 당선이 되었다(투표율은 60％ 이상). 하지만 2005년 5월에 뇌출혈로 유즈노사할린스크의 사할린 주립 병원에서 60세로 별세했다.